# Richard Attenborough
Richard Samuel Attenborough, Baron Attenborough CBE (29. srpna 1923 Cambridge, Spojené království – 24. srpna 2014 Londýn, Spojené království) byl britský herec, režisér a filmový producent. Jde o držitele dvou Oscarů (za film Gándhí), čtyř cen BAFTA (British Academy of Film and Television Arts) a tří Zlatých glóbů.
Jeho první filmovou rolí byl zbabělý topič ve filmu Moře, náš osud z roku 1942. Dále následoval Brightonský špalek, Kouzelná skřínka, Velký útěk či Jurský park. Režíroval například filmy Příliš vzdálený most, Jaká to rozkošná válka!, Kouzlo, Gándhí, Chaplin a Krajina stínů.
Měl dva neméně známé mladší bratry, Davida (tvůrce a moderátor přírodopisných cyklů) a Johna.